# Lista de filmes portugueses de 2012
Lista de filmes portugueses de longa-metragem lançados comercialmente em Portugal em 2012, nas salas de cinemas.
Nota: Na coluna coprodução, passando o cursor sobre a bandeira aparecerá o nome do país correspondente.
| #  | Filme                                | Realização                                                                                       | Género                    | Estreia        | Coprodução                           | Class |
| -- | ------------------------------------ | ------------------------------------------------------------------------------------------------ | ------------------------- | -------------- | ------------------------------------ | ----- |
| 1  | Assim Assim                          | Sérgio Graciano                                                                                  | Drama, comédia            | 19 de abril    | —                                    | M/12  |
| 2  | Balas & Bolinhos - O Último Capítulo | Luís Ismael                                                                                      | Ação, aventura, comédia   | 6 de setembro  | —                                    | M/16  |
| 3  | Berlenga - A Ilha do Farol           | Paulo César Fajardo                                                                              | Documentário, história    | 18 de janeiro  | —                                    | M/12  |
| 4  | Bonsái                               | Cristián Jiménez                                                                                 | Drama                     | 30 de agosto   | Argentina · Chile · França           | M/12  |
| 5  | Capitães da Areia                    | Cecília Amado Guy Gonçalves                                                                      | Drama, aventura           | 19 de abril    | Brasil                               | M/12  |
| 6  | Cartas de Angola                     | Dulce Fernandes                                                                                  | Documentário              | 17 de maio     | Angola · Cuba                        | M/6   |
| 7  | O Cônsul de Bordéus                  | João Correa Francisco Manso                                                                      | Drama                     | 8 de novembro  | Bélgica · Espanha                    | M/6   |
| 8  | Cosmopolis                           | David Cronenberg                                                                                 | Drama                     | 31 de maio     | Canadá · França · Itália             | M/16  |
| 9  | Desalinhado                          | Bruno Santana                                                                                    | Policial, drama, terror   | 13 de janeiro  | —                                    | M/18  |
| 10 | Deste Lado da Ressurreição           | Joaquim Sapinho                                                                                  | Drama, aventura           | 15 de novembro | —                                    | M/12  |
| 11 | Dom                                  | Luís Pereira João Traveira                                                                       | Drama                     | 18 de julho    | —                                    | M/12  |
| 12 | Em Câmara Lenta                      | Fernando Lopes                                                                                   | Drama                     | 8 de março     | —                                    | M/12  |
| 13 | É na Terra não É na Lua              | Gonçalo Tocha                                                                                    | Documentário              | 29 de março    | —                                    | M/6   |
| 14 | Estrada de Palha                     | Rodrigo Areias                                                                                   | Aventura, drama, western  | 28 de junho    | Finlândia                            | M/12  |
| 15 | Florbela                             | Vicente Alves do Ó                                                                               | Drama, biografia          | 8 de março     | —                                    | M/12  |
| 16 | O Gebo e a Sombra                    | Manoel de Oliveira                                                                               | Drama                     | 11 de outubro  | França                               | M/12  |
| 17 | Kolá San Jon é Festa di Kau Berdi    | Rui Simões                                                                                       | Documentário, musical     | 17 de maio     | —                                    | M/6   |
| 18 | Linhas de Wellington                 | Valeria Sarmiento                                                                                | Drama, guerra             | 4 de outubro   | França                               | M/12  |
| 19 | Linha Vermelha                       | José Filipe Costa                                                                                | Documentário, biografia   | 12 de abril    | —                                    | M/6   |
| 20 | A Moral Conjugal                     | Artur Serra Araújo                                                                               | Drama                     | 1 de novembro  | —                                    | M/12  |
| 21 | Morangos com Açúcar - O Filme        | Hugo de Sousa                                                                                    | Comédia, romance, musical | 30 de agosto   | —                                    | M/6   |
| 22 | Operação Outono                      | Bruno de Almeida                                                                                 | Suspense                  | 22 de novembro | —                                    | M/12  |
| 23 | Orquestra Geração                    | João Miller Guerra Filipa Reis                                                                   | Documentário, musical     | 4 de outubro   | —                                    | M/6   |
| 24 | País do Desejo                       | Paulo Caldas                                                                                     | Drama                     | 26 de janeiro  | Brasil                               | M/12  |
| 25 | Paixão                               | Margarida Gil                                                                                    | Drama                     | 9 de fevereiro | —                                    | M/12  |
| 26 | O que Há de Novo no Amor?            | Hugo Alves Mónica Santana Baptista Hugo Martins Tiago Nunes Patrícia Raposo Rui Alexandre Santos | Drama, romance            | 9 de fevereiro | —                                    | M/12  |
| 27 | Swans                                | Hugo Vieira da Silva Heidi Wilm                                                                  | Drama                     | 22 de março    | Alemanha                             | M/16  |
| 28 | Tabu                                 | Miguel Gomes                                                                                     | Drama, romance            | 5 de abril     | Alemanha · Brasil · Espanha · França | M/12  |
| 29 | A Teia de Gelo                       | Nicolau Breyner                                                                                  | Drama, comédia            | 3 de maio      | —                                    | M/12  |
| 30 | A Vingança de uma Mulher             | Rita Azevedo Gomes                                                                               | Drama                     | 29 de março    | —                                    | M/12  |